# Письмо 5000
«Письмо 5000» — открытое обращение с подписями 5000 человек к Генеральному прокурору России в 2005 году с резкой критикой поведения ряда евреев и еврейских сообществ, а также ряда иудейских деятелей и организаций, и, в частности, просьбой провести расследование на предмет нарушения книгой «Кицур Шульхан Арух» (включая как издание русского перевода, так и изучение в религиозных школах её полного текста) статей Уголовного кодекса Российской Федерации. Письмо вызвало широкий резонанс и дискуссию в печати.

## Мотивы написания письма и его содержание

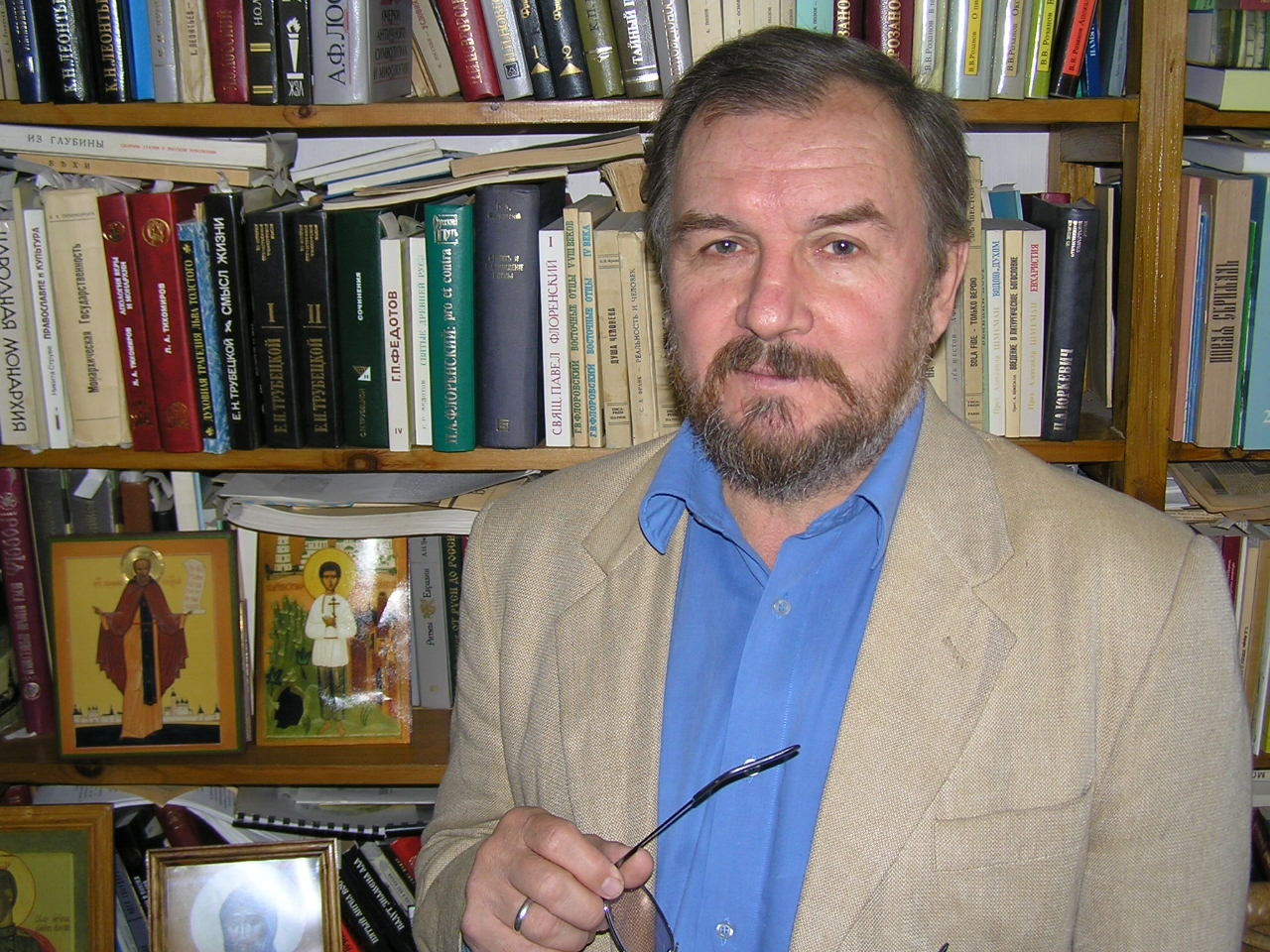
Михаил Назаров на фоне икон Андрея Ющинского (вторая сверху) и преподобномученика Евстратия Печерского (вторая внизу), которые считались жертвами иудейского ритуального убийства

15 декабря 2004 года Михаил Назаров на сайте russia-talk.com опубликовал «Обращение к Генеральному прокурору РФ В. В. Устинову в связи с усилившимся применением к русским патриотам ст. 282 УК РФ о „разжигании национальной розни“ по отношению к евреям». Составители письма попросили прокуратуру выяснить первоисточник того, что они называют «русско-еврейским конфликтом», утверждая, что русские патриоты лишь иногда чрезмерно эмоционально защищаются от «агрессивной иудейской морали», выраженной в кодексе «Шульхан Арух». В письме были приведены такие примеры из сокращённого издания этого кодекса «Кицур Шульхан Арух», изданного в Москве Конгрессом еврейских религиозных организаций и объединений в России (КЕРООР), предписывающего следовать этому кодексу в наши дни. В обращении содержалась просьба «проверить изложенные выше вопиющие факты и, если они подтвердятся, … возбудить дело о запрете в нашей стране всех религиозных и национальных еврейских объединений, как экстремистских».
Причиной написания обращения в прокуратуру стали участившиеся случаи возбуждения уголовных дел по этой статье (в связи с антисемитизмом) против публицистов и общественных деятелей, называющих себя русскими патриотами, полемизирующими в резкой форме с представителями иудаизма.
13 января 2005 года первая версия обращения — под названием «Письмо 500» (по количеству подписавших) — была подана в Генпрокуратуру 20 подписавшимися под ним депутатами Государственной думы.
24 января информация о письме попала в прессу.
25 января запрос был отозван депутатами по требованию руководителей этих фракций из-за резкой реакции СМИ, обвинивших депутатов в антисемитизме. По теме письма были проведены две дискуссии на федеральных телеканалах (программы «К барьеру!» и «Времена»). Депутат Александр Чуев заявил, что его подпись поставлена обманно и он не имеет никакого отношения к данному письму.
Тем не менее, резонанс в СМИ вокруг письма привёл к тому, что его составитель Михаил Назаров стал получать подписи от людей, желавших всё же направить это заявление в Генпрокуратуру от имени группы православных. Так возникло «Письмо 5000», которое было приурочено к празднику Торжество православия и подано в Генпрокуратуру 21 марта 2005 года. В этом обращении изначальное требование «…возбудить дело о запрете в нашей стране всех религиозных и национальных еврейских объединений, как экстремистских» было смягчено до «возбудить дело о запрете в нашей стране всех религиозных и национальных объединений, основанных на морали „Шульхан Аруха“, как экстремистских». Однако по утверждению его составителя — Назарова — целью этого обращения был не запрет религиозных объединений, а необходимость дать аргументы обвиняемым в антисемитизме.

## Реакция в СМИ
В большинстве российских и зарубежных СМИ подача обращения «Письма 5000» представлена как антисемитская акция. Однако ни одно центральное СМИ не опубликовало самого текста письма. Выдвигались самые разные версии происхождения письма как «провокации» ЦРУ или ФСБ, «направленной против президента Путина». На сайте издательства «Русская Идея», главным редактором которого является инициатор письма Михаил Назаров, собрана подборка самых разнообразных оценок этого письма.
Журналист газеты «Новые Известия» Шаген Оганджанян написал:

После того как в антисемитизме депутатов обвинили практически все, и даже Владимир Путин, находившийся на мероприятиях по случаю 60-й годовщины освобождения Освенцима, сказал, что Россия будет бороться с антисемитизмом, депутаты-подписанты предпочли не педалировать эту тему. Письмо было отозвано даже до знаковых слов президента страны.

Газета «Известия», комментируя решение прокуратуры Санкт-Петербурга по искам, связанным с данным письмом, написала: «Скандально известное письмо в Генеральную прокуратуру России с призывом запретить деятельность еврейских организаций нельзя считать антисемитским. К такому выводу пришла прокуратура Санкт-Петербурга». Текст документов прокуратуры в материале «Известий» не приводится. «Известиям» удалось выяснить, что прокуратура привлекала к работе по этому делу экспертов по межнациональным отношениям. Одна из них — старший научный сотрудник Музея этнографии и антропологии Российской академии наук Валентина Узунова подтвердила «Известиям», что усматривает в публикациях газет «Русь православная» и «За русское дело» признаки разжигания межнациональной розни. Сообщить какие-либо подробности Валентина Узунова не смогла, так как, по её словам, «дело ещё не закончено» и она не имеет права давать по нему информацию. По словам Узуновой, прокуратура усмотрела в публикациях признаки преступления, предусмотренного ст. 282 Уголовного кодекса, в той мере, в какой она объявила газете предупреждение.
Ряд источников, в частности Сибирский региональный информационный центр Бабр.ру, Новая газета и координатор фракции КПРФ в Государственной думе С. Решульский, расценили решение прокуратуры как признание отсутствия в письме антисемитизма, а Людмила Алексеева — как получение антисемитизмом законного статуса. При этом в самом решении прокуратуры ни о присутствии, ни об отсутствии антисемитизма в письме ничего не сказано.
СМИ в других странах также обратили внимание на это событие.
Немецкое издание «Netzeitung» приводит оценку депутата израильского парламента от леволиберальной партии Демократический выбор Романа Бронфмана, согласно которой данное расследование является реакцией на очень быстрое укрепление еврейской общины в России, а также на большое влияние главного раввина Берла Лазара и активность движения «Хабад». Бронфман считает, что «многие русские не могут, видимо, смириться с тем плюрализмом, который установился в последнее время». Он говорит, что подобно христианским или исламским, еврейские религиозные тексты содержат некоторые расистские понятия, но этим должны заниматься теологи, а не полицейские. Все это вместе взятое, по его оценке, можно оценить как возврат в России антисемитизма. Но, в то же время, «несмотря на вызывающее тревогу начатое расследование, в целом антисемитизм в России не усиливается, как об этом сообщают некоторые СМИ». Само же издание увидело в этих событиях сходство со «сталинскими временами», корреспондент газеты сравнивает письмо с известной антисемитской фальшивкой — Протоколами сионских мудрецов.
Израильская газета «Haaretz» пишет, что «несомненно, иудаистское законы, особенно те, что содержатся в Талмуде, проводят различие между евреями и неевреями. С особой силой этот контраст проявляется в 'Мишне Торе'. Каббалистические труды содержат ещё более радикальные утверждения о различиях между иудаистами и 'гоями'». Что же касается 'Шульхан Арух', то в нём, пишет газета, «как считается, почти не содержится комментариев и установлений подобного рода». Приводя оценку профессора Израэля Якова Ювала, что решение прокуратуры исследовать 'Кицур Шульхан Арух' возвращает нас «в XIII век», со времён которого «толкователи-евреи старались сгладить острие иудаистских правовых норм, направленных против неевреев», издание подводит свой итог: «в любом случае обсуждение иудаистского права следует оставить самим евреям, и российская прокуратура здесь абсолютно ни при чём».
В ряде публикаций упомянуто расследование прокуратуры, но не приводится текст решения прокуратуры.
Издание «The New York Sun» в резких выражениях критиковало генпрокурора Устинова и пятьсот подписантов письма, а также высказало претензии к правительству РФ, «которое не предприняло срочных мер по снятию Устинова с должности». Baltimore Sun пишет о массовом антисемитизме в России и российской политике.
С критикой выступили ряд изданий Великобритании. Журнал The Economist сравнил текст письма с «образцом антисемитской пропаганды» — Протоколами сионских мудрецов. Би-би-си и The Daily Telegraph связывают письмо с политикой государственного антисемитизма в России.

## Реакция общественных деятелей и организаций
В тексте письма было указано, что позицию его авторов разделяет шведский писатель Исраэль Шамир, известный тем, что выступает с антисионистских позиций и признан французским судом антисемитом. Сам Шамир осудил критику данного письма иностранными «еврейскими лидерами» как вмешательство во внутрироссийский спор, однако счёл совершенно неуместным требование запретить религиозные еврейские общины, поскольку по религиозным вопросам можно спорить, но не запрещать.
Ряд православных организаций, религиозных деятелей, правых и левых политиков сочли письмо либо антисемитским, либо провокационным, либо, как минимум, неуместным и играющим на руку тем, кто хочет раскола патриотического движения. В частности, письмо резко осудили Дмитрий Рогозин, Геннадий Зюганов и Гейдар Джемаль.
Ряд общественных организаций за рубежом выразили своё возмущение письмом: «Сам факт проверки на наличие признаков расизма и антирусских высказываний кодекса галахических законов, составленных в XVI веке, в Израиле квалифицируют как поощрение на государственном уровне антисемитских тенденций». Антидиффамационная лига также направила президенту РФ требование «безотлагательно вмешаться и положить конец расследованию московской прокуратуры». Аналогичное требование в письме президенту РФ выдвинула Конференция европейских раввинов (КЕР).
Аналогично оно оценивалось российскими правозащитными организациями. В частности руководитель центра «Сова» Александр Верховский написал, что «Михаил Назаров совместил антисемитскую интерпретацию „Кицур Шульхан Арух“ с классическими мифами о еврейском заговоре и получил теорию, согласно которой все еврейские организации руководствуются „человеконенавистническими“ идеями в отношении неевреев и, следовательно, все должны быть запрещены».

## Официальная и международная реакция
Посол Государства Израиль заявил по этому поводу:

Сам текст письма по существу — настоящий кровавый навет. Через несколько дней, 27 января, все будут отмечать 60-летие освобождения Освенцима. И в канун этой даты публикуется страшный бредовый текст — как в нацистской Германии!
…
Это больше, чем просто безобразие. Мы ждём реакции от властей. Компромисс в этом вопросе невозможен: либо мы с этим явлением боремся, либо признаём, что оно нормально.

Министерство иностранных дел России заявило по этому поводу:

В связи с опубликованным в газете «Русь православная» обращением ряда общественных деятелей на имя генерального прокурора РФ, содержащим откровенно антисемитские высказывания, необходимо подчеркнуть, что данное заявление не имеет ничего общего с официальной позицией российского руководства, которое решительно отвергает любые проявления межнациональной розни и ксенофобии, включая антисемитизм.

Как сообщала Газета.ру, «своё осуждение официально выразил думский комитет по религиозным и общественным организациям».
По сведениям газеты Гаарец, решение о прекращении проверки и об отказе в возбуждении уголовного дела в отношении Конгресса еврейских религиозных организаций и объединений в России (КЕРООР) было принято по итогам встречи израильского заместителя премьер-министра Эхуда Ольмерта, находившегося с официальным визитом в Москве, с премьер-министром России Михаилом Фрадковым.
Газета «Коммерсант» 29 июня 2005 года резюмировала: «Израиль решил еврейский вопрос в России… Вопрос об антисемитизме в России неожиданно стал главным на переговорах вице-премьера с господином Фрадковым. По рассказам источника Ъ в израильской делегации, Михаил Фрадков ответил визитеру общими фразами. Он сказал, что руководители России, в том числе и президент Владимир Путин, неоднократно осуждали антисемитизм, и напомнил о совместной декларации, принятой в ходе недавнего визита президента РФ в Израиль. Такой ответ не удовлетворил израильского вице-премьера, который заявил, что Израиль ждёт от России конкретных шагов и ясной оценки действий московской прокуратуры. Ответ последовал незамедлительно. Вчера прокуратура Москвы объявила о том, что как в отношении издателей книги „Шульхан Арух“, так и в отношении авторов обращения в Генпрокуратуру уголовные дела возбуждаться не будут».
Поскольку обсуждение «Письма 5000» приняло международный размах, президент РФ Владимир Путин был вынужден коснуться «Письма 5000» в интервью Первому каналу израильского телевидения 20 апреля 2005 года. Ему был задан вопрос израильской журналистки о «Письме 5000», в котором, по словам журналистки, «призывалось убрать иудаизм из политической, правовой системы». Президент ответил: «Они не призывали убрать иудаизм из политической системы. Нет, там были другие посылы со ссылками на некоторые источники иудаизма. Могу Вам сказать, что иудаизм наравне с исламом, с православием относится к так называемым традиционным российским религиям, которые отнесены законом к традиционным российским религиям, и в этом качестве защищены законом. Что касается письма, о котором Вы упомянули, то я в принципе уже на это ответил. Я хочу сказать, что всегда нужно реагировать на проявления подобного рода адекватным способом, очень тонко, своевременно, но, знаете, по известному врачебному принципу „не навреди“. Если Вы следили за событиями в общественной жизни в России после этого письма, то не могли не заметить, что реакция общественности на это была».

## Реакция прокуратуры
Газета.ру, описывая историю подачи заявлений в прокуратуру, написала, что «правозащитники также попросили прокуратуру провести экспертизу на предмет наличия в этих письмах проявлений антисемитизма и, в случае их обнаружения, завести уголовное дело о призывах к разжиганию межнациональной вражды».
Одновременно с «Письмом 5000» в Генеральную прокуратуру РФ поступило заявление от движения «За права человека» с требованием возбудить уголовное дело по ст. 282 УК РФ («возбуждение национальной розни») против автора и подписавших «Обращение 5000». Оба заявления Генеральная прокуратура передала для проверки в Басманную межрайонную прокуратуру г. Москвы. После проведенной экспертизы, прокуратура отказала в возбуждении уголовного дела против авторов обращения, одновременно прокуратура отвергла и требования, изложенные в «Письме 5000». Отказ прокуратуры в возбуждении уголовного дела против авторов «Письма 5000» привёл к подаче сотрудником правозащитной организации «За права человека» ряда судебных исков против Басманной прокуратуры, которые не имели успеха.
26 января 2006 года сенатор Людмила Нарусова задала вопрос Генеральному прокурору России Владимиру Устинову, почему он не реагирует на данное обращение, хотя «среди подписавшихся есть рецидивисты — Альберт Макашов». Нарусова назвала письмо депутатов воскрешением антисемитизма. Устинов ответил, что заявление даже не изучалось. Комментируя ситуацию, он сказал: «Кухонный антисемитизм в России неискореним. Главное, чтоб он не выходил дальше кухни». По его мнению, не следует обсуждать эту тему, чтобы не привлекать к ней излишнего внимания.
В итоге Басманная межрайонная прокуратура города Москвы в постановлении от 24.06.2005 приняла следующее решение:

Принимая во внимание, что в ходе проверки в связи с изданием и распространением книги «Кицур Шульхан Арух» не установлен умысел на возбуждение в обществе национальной и религиозной вражды, унижение человеческого достоинства по признакам национальной и религиозной принадлежности, публикация и распространение данной книги не образует состав преступления, предусмотренного ч. 1 ст. 282 УК РФ.

Все три попытки еврейских лидеров возбудить уголовное дело против автора «Обращения 5000» М. В. Назарова были отвергнуты (постановления от 24.06.2005, 31.08.2005 и 14.03.2006). По мнению экспертизы, которую запросила прокуратура в отношении книги «Тайна России», «Претензии в адрес М. В. Назарова лишены оснований, так как автор лишь придерживается православно-христианского учения — признанной мировой духовно-нравственной традиции… Высказывания Назарова являются проявлением православной религиозно-философской концепции мировой истории, а не проявлением антисемитизма и фашизма».
В свою очередь, Михаил Назаров расценил высказывания представителей ряда организаций, называвших его нацистом и антисемитом, как клеветнические и оскорбительные и подал заявление в суд. 11 апреля 2006 года Басманный районный суд г. Москвы отказал Назарову во всех его исковых требованиях в полном объёме.

## Дальнейшие события
По утверждению Назарова, отказ прокуратуры продолжить проверку кодекса «Кицур Шульхан Арух» вызвал новую волну подписантов «Письма 5000», превратив его в «Письмо 15000» с требованием продолжить проверку. Но прокуратура не отреагировала, и попытки добиться продолжения проверки через суд не имели успеха. Недовольные таким результатом инициаторы письма обвинили прокуратуру в «страхе иудейском» и объявили о создании движения «Жить без страха иудейска!» как образе жизни православного человека.
В том же 2005 году движение «ЖБСИ!» было признано составной частью деятельности Союза Русского Народа, воссозданного в ноябре 2005 года под руководством скульптора В. М. Клыкова. Хотя инициативная группа движения «ЖБСИ!» с тех пор почти никакой активности не проявляет (кроме регулярного издания бюллетеня «Новостей ЖБСИ!» до 2010 года), подписи под Письмом 500-5000-15000 продолжали поступать через формуляр в интернете, и их число к концу 2008 года, по сообщению в этом бюллетене, достигло 25 000.
Подробно вся история возникновения обращения в прокуратуру — заявления сторон, суды, документы прокуратуры, а также круглый стол конфликтующих сторон в редакции газеты «Комсомольская правда» — описаны Назаровым в книге «Жить без страха иудейска!».

### События, упоминаемые в тексте «Письма 5000»
- «Дело Норинского»

## Комментарии
1. ↑  Из фракции «Родина» письмо подписали: С. А. Глотов, А. Н. Грешневиков, С. М. Григорьев, А. Н. Крутов, Н. С. Леонов, О. И. Мащенко, В. П. Никитин, Н. А. Павлов, И. Н. Родионов, А. Н. Савельев, Ю. П. Савельев, И. В. Савельева, И. Н. Харченко, А. В. Чуев. Из фракции КПРФ: Н. Н. Езерский, В. И. Кашин, Н. И. Кондратенко, А. М. Макашов, П. Г. Свечников, С. В. Собко[5][6].